# Jean Laroyenne
Jean Joseph Michel Laroyenne (ur. 6 marca 1930 w Lyonie, zm. 13 lutego 2009 tamże) – francuski szablista, brązowy medalista olimpijski.
Na igrzyskach olimpijskich w Helsinkach w 1952 roku Francuzi w składzie: Maurice Piot, Jacques Lefèvre, Bernard Morel, Jean Laroyenne, Jean-François Tournon i Jean Levavasseur zdobyli brązowy medal w szabli drużynowej. Był to jego jedyny start olimpijski.
Podczas mistrzostw świata.